# Pancrácio de Ravendel
Pancrácio (em grego: Παγκράτιος; romaniz.: Pankrátios; em armênio: Բագրատ; romaniz.: Bagrat; m. 1116) foi um aventureiro armênio e irmão de Basílio, o Ladrão. Basílio estava entre vários príncipes armênios que estabeleceram pequenas cidades-estados na região durante o colapso do poder centralizado dos abássidas após a ascensão dos seljúcidas.

## Vida
Pancrácio era irmão de Basílio, o Ladrão. Uma vez a serviço do imperador Aleixo I (r. 1081–1118), conheceu Balduíno de Bolonha durante o Cerco de Niceia. Depois de fazer amizade com Balduíno, entrou em seu serviço e se juntou a ele em sua marcha ao Eufrates. Duas grandes fortalezas foram tomadas durante esta marcha: Ravendel e Turbessel. Balduíno concedeu Ravendel a Pancrácio e Turbessel a um nobre armênio local que se juntou a ele, chamado Fer (Alberto de Aquisgrão, Historia Ierosolimitana, iii.17-18). No início de 1098, enquanto Balduíno considerava uma oferta de Teodoro de Edessa, governante de Edessa, para ajudá-lo, Pancrácio expressou descontentamento com esse curso de ação. Algumas fontes afirmam que foi mais longe, instalando seu filho como governante de Ravendel e recusando a entrada na fortaleza para Balduíno e seus homens. Fer, o nobre armênio que governava Turbessel, relatou a Balduíno que Pancrácio estava conspirando contra ele com os turcos. Pancrácio foi convidado a entregar a fortaleza que lhe havia sido dada e, quando se recusou, foi preso pelas tropas de Balduíno e torturado. Mais tarde, escapou ou foi libertado e levado às montanhas, onde logo foi acompanhado por seu irmão (Alberto de Aquisgrão, Historia Ierosolimitana, iii.18). Pancrácio pode ter se tornado senhor de Coros (Cirro) em 1116. Há alguma disputa sobre se este Pancrácio era o mesmo homem. Independentemente disso, foi derrotado por Balduíno, e Coros foi absorvido pelo Condado de Edessa em 1117.